# Armi Kuusela
Pour les articles homonymes, voir Kuusela.
 (décembre 2023).
Si vous disposez d'ouvrages ou d'articles de référence ou si vous connaissez des sites web de qualité traitant du thème abordé ici, merci de compléter l'article en donnant les références utiles à sa vérifiabilité et en les liant à la section « Notes et références ».
Armi Kuusela (née Armi Helena Kuusela le 20 août 1934 à Muhos) est une reine de beauté finlandaise. Le 24 mai 1952, elle gagne le concours de beauté national Suomen Neito et grâce à un voyage aux États-Unis, est présentée au tout premier concours de Miss Univers. Elle est la première gagnante de ce concours de beauté, originellement créé pour vendre des maillots de bain de la marque Catalina swimwear.

## Biographie

### Enfance
Les parents d'Armi Kuusela, Aarne Kuusela (père) et Martta Kyrö (mère) se sont rencontrés en Ontario, au Canada, où ils se sont mariés et où naît leur premier bébé. Après quelques années au Canada, ils retournent en Finlande et s'établissent à Muhos.
Martta donne naissance à cinq filles et un garçon ; l'une des filles meurt à seulement deux ans et demi. Armi naît le 20 août 1934, elle est la quatrième enfant du couple. Elle vit une enfance heureuse.
Elle suit sa scolarité à Muhos, et en 1951, elle commence à assister aux cours de la faculté féminine de Porvoo. Armi aime la natation le ski et la gymnastique, et, après avoir passé avec succès son Abitur, elle tente d'entrer à l'institut de gymnastique de l'Université d'Helsinki.

### Miss Univers
Quand Armi Kuusela gagne facilement le concours national Suomen Neito le 24 mai 1952, elle est récompensée avec une boîte de chocolats, un bracelet en or et un vol aller-retour, sponsorisé par American Airways, pour les États-Unis. Le 17 juin, Armi s'envole pour les États-Unis, et ainsi pour le premier concours de Miss Univers.
Trente concurrentes participent à ce premier concours de 1952, tenu à Long Beach, en Californie. La cérémonie se déroule le 29 juin 1952, et Armi Kuusela gagne la couronne. Née le 20 août 1934, elle avait seulement 17 ans à son couronnement. À ce moment, elle pèse 49 kg et mesure 1,65 m.
Immédiatement après son sacre, un film finlandais lui est consacré, intitulé Maailman kaunein tyttö (La plus belle femme du monde), dans lequel elle joue son propre rôle, et Tauno Palo incarne Jack Coleman. Le film est réalisé par Veikko Itkonen, le scénariste étant Mika Waltari.
Même si l'un des cadeaux accompagnant sa victoire est un contrat avec Universal Studios, elle choisit de ne pas en être avantagée après avoir refusé le premier rôle choisi pour elle (un film avec Abbott et Costello) et avoir discuté le contrat (par le biais de sa sœur Sirkka car elle est mineure et ne parle pas anglais), peut-être parce que les studios lui suggèrent d'épouser Tony Curtis.

### L'après Miss Univers
Armi Kuusela appose sa signature sur le ballon utilisé par la Yougoslavie et la Hongrie lors de la finale de l'épreuve de football des Jeux olympique de football 1952 qui se déroule au stade olympique d'Helsinki.
Le 22 février 1953, Armi part pour un voyage autour du monde, durant lequel elle rencontre un homme d'affaires philippin, Virgilio Hilario. Moins d'un an après son couronnement, le 4 mai 1953, Armi choisit d'abandonner sa couronne de Miss Univers pour épouser Hilario. Il se marient à Tokyo, mais vivent aux Philippines, où ils élèvent cinq enfants :
- Arne Hilario, marié, trois enfants, vit au Chili
- Anna-Lisa De Gari, mariée, deux enfants, vit en Espagne
- Jussi Hilario, marié, vit au Canada
- Eva-Maria Hess, mariée, deux enfants, vit en Californie, aux États-Unis
- Mikko Hilario, vit aux Philippines

Armi gère brièvement le complexe d'appartements Manila où elle vit avec Hilario avant de déménager pour une communauté appelée Forbes Park. Leur maison était sur une route connue comme "La route des Millionnaires".
Pendant cette période, elle joue également dans un film tourné aux Philippines.

### La vie d'après
Virgilio Hilario meurt d'une attaque cardiaque le 7 septembre 1975, et Kuusela se remarie à un diplomate américain, Albert Williams, le 8 juin 1978. Ils déménagèrent à Barcelone, puis à Izmir en Turquie, avant de s'installer à La Jolla, une commune de l'agglomération de San Diego, Californie. Depuis 2003, elle et son mari habitent toujours à San Diego. Elle est toujours active dans sa communauté, participant à des œuvres de charité et impliquée dans la recherche contre le cancer au Burnham Institute.